# MexZombies
MexZombies es una película de comedia de terror mexicana de 2022, dirigida por Chava Cartas, y escrita por Luis Gamboa y Santiago Limón. Está protagonizada por Iñaki Godoy, Marcelo Barceló, Roberta Damián, Luciana Vale, Vincent Webb, Daniel Tovar y Bárbara de Regil.

## Argumento
En medio de una fiesta de Halloween, unos adolescentes enfrentarán el apocalipsis zombi teniendo que unir fuerzas con una peligrosa jefa del narco para salvar sus vidas y así poder matar a todos los zombies del fraccionamiento.

## Reparto
Los actores que participan en esta película son:
- Iñaki Godoy como Tavo
- Marcelo Barceló como Cronos
- Roberta Damián como Ana
- Luciana Vale como Rex
- Vicent Webb como Johnny
- Alejandro Puente como Deivid
- Daniel Tovar como Lalo
- Diego Jáuregui como Don Segis
- Bárbara de Regil como Jefe Vargas
- Issabela Camil como mamá de Rex
- Darío Ripoll como papá de Cronos[6]

## Producción
La fotografía principal de la película comenzó el 4 de julio de 2019 en Durango, el rodaje duró aproximadamente de 6 a 8 semanas.

## Estreno
Estaba previsto un estreno en cines para la segunda mitad de 2020, pero debido a la pandemia de COVID-19 fue cancelado. Posteriormente, MexZombies se lanzó el 26 de octubre de 2022 en Vix+. Previo a su estreno oficial, se proyectó en varios festivales de cine en octubre de 2022, como el Festival Internacional de Cine Fantástico de Bruselas o el Festival de Cine After Dark de Toronto.